# Henotesia anceps
Henotesia anceps är en fjärilsart som beskrevs av Charles Oberthür 1916. Henotesia anceps ingår i släktet Henotesia och familjen praktfjärilar. Inga underarter finns listade i Catalogue of Life.